# Franc camerounais
Pour les articles homonymes, voir franc.
Le franc camerounais est une ancienne unité de compte monétaire du Cameroun. En vigueur pendant le mandat français à partir de 1919 et jusqu'en 1959, il a été ensuite la monnaie officielle à partir de l'indépendance en 1960 jusqu'en 1993. 

## Histoire
De 1884 à 1916, c'est le mark-or qui circule sur le territoire du Cameroun allemand. En août 1914, des coupures de 5, 50 et 100 marks du Trésor allemand (Schaßscheine) sont fabriquées avec la mention Kaiserliches Gouvernement von Kamerun (Gouvernement impérial du Cameroun). En 1919, par mandat de la Société des Nations, la France peut administrer une partie de l'ex-colonie allemande et le franc français commence à y circuler. Face à une pénurie de liquidités, billets de banque et pièces de monnaie sont alors fabriqués, à compter de 1922, avec la mention « Cameroun - Territoires sous mandat de la France ». Après 1945, l'ONU plaçant le Cameroun sous la tutelle de la France, les émissions monétaires se poursuivent. La monnaie qui circule au Cameroun est distincte du franc de l'Afrique-Équatoriale française. Quand est fondé le franc CFA en 1945, le Cameroun possède ses propres pièces et billets, avec parfois, des signes distinctifs (contremarques). Cette situation monétaire perdure jusque dans les années 1980, bien après l'indépendance (1960).

## Pièces de monnaie

### Sous mandat

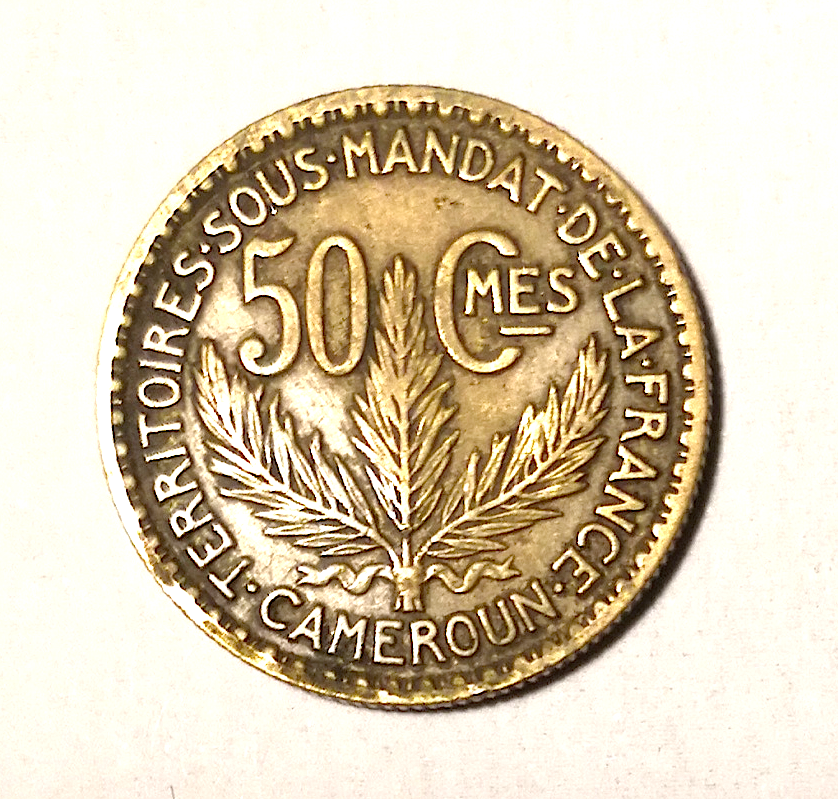
Pièce de 50 centimes (avers, 1924).

De 1924 à 1926, sont frappées par la Monnaie de Paris des pièces de 50 centimes, 1 franc et 2 francs en aluminium-bronze, avec comme motif la Marianne de Patey, et la mention Territoires sous mandat de la France - Cameroun. À compter de 1943, la France libre fait frapper, par la Monnaie de Pretoria, une série de pièces de 50 centimes et 1 franc en bronze, aux motifs du coq et de la croix de Lorraine, et portant les mentions de Cameroun français, puis Cameroun français libre (1943). En 1948, dans le cadre de l'Union française, deux pièces en aluminium de 1 et 2 francs sont émises avec la mention Territoire du Cameroun. En 1958, l'Institut d'émission de l'Afrique-Équatoriale française fabrique une série de pièces en aluminium-bronze de 5, 10 et 25 francs avec la mention Cameroun à l'avers.

### État indépendant
En 1960, la Banque centrale des états de l'Afrique équatoriale et du Cameroun fait frapper une pièce de 50 francs en cupro-nickel avec la mention État du Cameroun, 1er janvier 1960 et la devise Paix - Travail - Patrie ; les pièces de 1, 5, 10 et 25 francs continuent d'être émises avec la mention Cameroun. Des pièces de 100 francs sont frappées à partir de 1966 jusqu'en 1968, en cupro-nickel. En 1971, la pièce de 100 francs porte désormais la mention République fédérale du Cameroun, puis l'année suivante, la mention bilingue Cameroun - Cameroon. En 1986, une pièce de 500 francs en cupro-nickel est émise avec la mention bilingue République du Cameroun - Republic of Cameroon.
En même temps que ces précédentes émissions, les pièces en Franc CFA (CEMAC) circulent ensuite sur le territoire à partir de 1993.

## Billets de banque

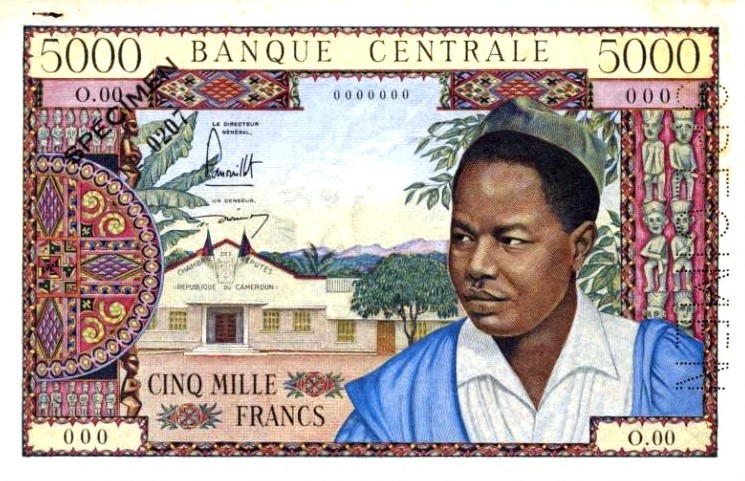
Billet de 5000 francs (1961) figurant Ahmadou Ahidjo.

En 1922, des billets de nécessité de 50 centimes et 1 franc sont fabriqués par le Gouvernement français. Ce sont les seuls billets émis sous le régime du Cameroun mandataire.
En 1961, la Banque centrale des État de l'Afrique équatoriale et du Cameroun fait imprimer des billets de 1 000 et 5 000 francs, suivi en 1962 par des coupures de 100, 500 et 1 000 francs, le premier arborant l'effigie d'Ahmadou Ahidjo. À compter de 1974, la Banque des États de l'Afrique centrale émet une série de billets au nom de la République unie du Cameroun, puis de la République fédérale du Cameroun, avec des mentions bilingues anglais-français, pour des montants de 500, 1 000 et 10 000 francs, ce dernier avec un nouveau portrait d'Ahmadou Ahidjo. En 1984, deux nouveaux billets de 5 000 et 10 000 francs sont émis. De 1985 à 1992, une nouvelle série de billets de 500 et 1 000 francs est fabriquée, ce dernier arborant le portrait de Paul Biya.
À partir de 1993, les émissions monétaires papier sont celles du Franc CFA (CEMAC).